# Гідравлічний транспорт твердих матеріалів
Гідравлічний транспорт твердих матеріалів — спосіб переміщення вугілля, гірської породи, руд або інших твердих сипких матеріалів у потоці води по трубах під тиском або самопливом.
Великого застосування гідравлічний транспорт (як самопливний так і у напірному потоці) набув у гідротехнічному будівництві як складова частина єдиного технологічного комплексу процесів, пов'язаних з руйнуванням ґрунтів та гірських порід, їх транспортуванням та укладанням у тіло споруд або у гідровідвали.
Широке розповсюдження гідравлічного транспорту в гірничій промисловості підтверджують дані, які наведено в табл.
Найбільш відомі у світовій практиці гідротранспортні системи на початку ХХІ сторіччя.

Гідравлічною технологією можна транспортувати будь-які тверді сипкі матеріали, споживча якість та товарна цінність яких не зменшуються від тривалого контакту з водою. До таких матеріалів належать гірські породи, ґрунти та корисні копалини, відходи  збагачення корисних копалин та золошлаки теплових електростанцій, будівельні матеріали та сировину для хімічної промисловості і  т. і.
Однією з основних характеристик транспортованих твердих матеріалів є крупність та гранулометричний склад. Щодо крупності, то максимальний розмір твердих частинок має задовольняти вимогам надійного транспортування, виключаючи можливість закупор-ки трубопроводів або робочих порожнин транспортних насосів. Як показує практичний досвід, цей розмір повинен не перевищувати 1/3 діаметра трубопроводу.  
Гранулометричний склад транспортованих матеріалів може бути моно- та бімодальним. Визначають його шляхом ситового аналізу.  та найчастіше представляють у табличній формі або у вигляді характеристики крупності – кривої, яка виражає процентний сумарний вихід стандартних класів (по „+” , тобто більше певної крупності, або по „–“ тобто менше певної крупності). У гідравлічних розрахунках гранулометричний склад твердих сипких матеріалів, призначених до транспортування трубопроводами, характеризують середньозваженим діаметром.
Інтенсивне подрібнення рядового вугілля у процесі транспортування трубопровідним транспортом та коштовність зневоднення гідросуміші у кінцевому терміналі гідротранспортних систем роблять доцільним застосування цього виду транспорту лише при відсутності можливості вибору альтернативної технології (наприклад, у горах при відсутності технічної можливості та економічної доцільності будівництва залізниці). В окремих випадках є доцільним переміщення гідротранспортними системами дрібного вугілля або вугільних шламів на порівняно невеликі відстані. Визначити в такому разі гранулометричний склад кінцевого продукту транспортування можна за допомогою номограми.  